# Mohamed Khodja
Mohamed Khodja, mort le 21 février 1846, est un caïd, gouverneur et ministre tunisien.
Son père est un officier turc qui fait aussi office de clerc religieux au sein de la caste turque de Tunis. C'est ainsi qu'il éduque son fils dans le respect du savoir et de la connaissance. L'historien Ibn Abi Dhiaf note qu'il s'intéressait particulièrement à l'étude de l'histoire.
Il est nommé par Ali II Bey vers 1780 comme gouverneur du fort maritime de Bizerte chargé de surveiller la côte et le port. Ses connaissances l'amènent à s'intéresser à l'ingénierie maritime et à la construction de navires où la Tunisie excelle depuis l'époque mouradite, lorsque les corsaires disposaient de puissants et nombreux navires. Le chef de la marine tunisienne à cette époque est l'amiral Mustapha Raïs auquel succède en 1825 Mohamed Sghaïer (Kchuk Mohamed en turc). Hammouda Pacha nomme quelques années plus tard Mohamed Khodja comme directeur des arsenaux militaires (amine el tarsikhana). 
À la tête des arsenaux de La Goulette et Porto Farina, il sert la politique de mainmise sur la Méditerranée du bey et de ses ministres Moustapha Khodja et surtout Youssef Saheb Ettabaâ. Il fournit ainsi les riches armateurs corsaires de la régence et la marine du bey en navires rapides et facilement manœuvrables pour échapper à la puissance de feu des canons européens. En 1811, son rôle est déterminant lors de la révolte de la milice turque de Tunis contre la politique du bey. Par ailleurs, il participe plusieurs fois aux ambassades vers l'Angleterre et la France.
En 1819, une puissante escadre franco-anglaise, envoyée par les nations européennes réunies au congrès d'Aix-la-Chapelle, fait une démonstration de force dans le golfe de Tunis pour faire cesser toute activité des corsaires barbaresques ; Mahmoud Bey est contraint de céder et de mettre fin aux agissements des corsaires tunisiens. 
Dès lors, Mohamed Khodja doit réformer la marine tunisienne et reconvertir les corsaires et leurs navires. Néanmoins, la faiblesse des moyens et des ressources résultant en partie de la disparition des larges bénéfices que procurait la course, empêche une évolution de la marine tunisienne vers une marine moderne. En effet, les matériaux, la fabrication et les compétences sont particulièrement coûteuses dans l'industrie navale, pour peu que l'on maîtrise les techniques et le savoir-faire. Le rôle de Khodja reste, après ces événements, de sécuriser les côtes et les ports tout en contrôlant les douanes du pays. Mais la zone d'influence de la marine se rétrécit progressivement face à la suprématie européenne, surtout au lendemain de la défaite navale ottomane de Navarin en 1827 où une grande partie de la flotte tunisienne, répondant à son devoir d'assistance à l'Empire ottoman, est coulée. L'amiral tunisien Mohamed Sghaïer y perd trois grandes frégates de cinquante canons construites sur des modèles modernes parmi d'autres navires de guerre plus petits.
Mohamed Khodja reste à ce poste, qui s'apparente de plus en plus à celui de ministre de la Marine, jusqu'à sa mort en 1846. Il est inhumé au cimetière du Djellaz à Tunis, en présence du souverain Ahmed Ier Bey, de tous ses ministres et des notables de la capitale selon Ibn Abi Dhiaf, saluant avec lui la fin de l'hégémonie de la marine tunisienne sur la Méditerranée occidentale.
Plusieurs de ses fils feront carrière au service de l'État beylical : Mahmoud qui lui succède à la tête du ministère de la Marine et Ahmed (mort en 1828) qui devient commandant du port militaire de Ghar El Melh.